# Září 2003
2. září – úterý
 Bývalý ministr obrany Jaroslav Tvrdík byl po odvolání celého představenstva jmenován prezidentem Českých aerolinií. 
3. září – středa
 Premiéru měl český film Želary, režírovaný Ondřejem Trojanem, s Annou Geislerovou a Györgym Cserhalmim v hlavních rolích. 
5. září – pátek
 Německý kancléř Gerhard Schröder jednal v Praze s premiérem Vladimírem Špidlou a prezidentem Václavem Klausem. 
 V Aténách u justičního paláce explodovaly dvě bomby. Při druhém výbuchu byl zraněn policista a budova byla částečné poškozena. Nikdo se k útoku nepřihlásil. 
 U italského jezera Lago di Garda se sešli ministři zahraničí EU a zemí přistupujících do unie. 
 Česká pošta oznámila, že od října 2003 začne vybírat osmikorunový poplatek u hotovostních plateb za SIPO. 
 Prudké bouře ve Španělsku si vyžádaly jednu oběť, když se řidička utopila po stržení auta přívalem vody. V Granadě došlo k poškození budov, ale nikdo nebyl zraněn. 
6. září – sobota
 Hurikán Fabian zasáhl Bermudy s větrem přes 190 km/h, což byla nejsilnější bouře za posledních 70 let. 
 Jásir Arafat přijal demisi palestinského premiéra Mahmúda Abbáse. 
7. září – neděle
 Trajekt s 200 lidmi se potopil u indonéského ostrova Bali. Bylo zachráněno 150 osob a 6 obětí nehodu nepřežilo. 
8. září – pondělí
 Téměř 1 700 vojáků z 15 zemí se u polské Poznaně účastnilo leteckého cvičení Severoatlantické aliance pod názvem NATO Air Meet 2003. 
 Ve věku 101 let zemřela v Bavorsku fotografka a filmařka Leni Riefenstahlová. 
9. září – úterý
 Ve francouzském městě Héricy se posledního rozloučení s novinářem a spisovatelem Pavlem Tigridem zúčastnili bývalý prezident Václav Havel, Václav Malý, ministr zahraničí Cyril Svoboda, ministr kultury Pavel Dostál a předseda Senátu Petr Pithart. 
 Izrael zažil dva teroristické útoky během několika hodin. První exploze u kavárny v Jeruzalémě zabila čtyři lidi a zranila další. V Tel Avivu, u autobusové zastávky, palestinský terorista zabil nejméně sedm a zranil 30 osob. 
10. září – středa
 Prezident Václav Klaus na Pražském hradě jednal s americkým velvyslancem Craigem Stapletonem o rozdílném pohledu na americký postup v Iráku. 
11. září – čtvrtek
 Na následky zranění po atentátu zemřela švédská ministryně zahraničí Anna Lindhová. 
 Ve Varšavě několik tisíc horníků protestovalo proti plánovanému uzavření čtyř dolů ve Slezsku a zániku asi 8 500 pracovních míst. 
 Papež Jan Pavel II. zahájil v Bratislavě návštěvu Slovenska. 
12. září – pátek
 Po 11 letech odvolala Rada bezpečnosti OSN sankce proti Libyi, kterým čelila za útok na letadlo společnosti PanAm nad skotským Lockerbie v roce 1988 
13. září – sobota
 Několik tisíc odborářů v Praze demonstrovalo proti navržené reformě veřejných financí. 
14. září – neděle
 Estonští voliči se v referendu vyslovili pro vstup své země do Evropské unie. 
 Papež Jan Pavel II. na závěr své návštěvy Slovenska sloužil mši pro více než 200 000 věřících na bratislavském sídlišti Petržalka. Blahoslavil řeckokatolického biskupa Vasiľa Hopka a řeholní sestru Zdenku Schelingovou. 
 V referendu se 56 % Švédů vyslovilo pro odmítnutí přijetí eura. 
16. září – úterý
 Obvodní soud pro Prahu 3 rozhodl, že dědictví po spisovateli Jaroslavu Foglarovi připadne Nadaci Jaroslava Foglara. 
 Bývala americká ministryně zahraničí Madeleine Albrightová vydala své paměti pod názvem „Madame Secretary“ (v českém překladu Michaela Žantovského s názvem „Madeleine“. 
18. září – čtvrtek
 Severní Karolinu v USA zasáhl hurikán Isabel. 
 Bývalý zbrojní inspektor OSN Hans Blix prohlásil, že Irák před válkou s USA patrně žádné hledané zbraně neměl a USA se Spojeným královstvím iráckou hrozbu zveličovaly. Rovněž americký prezident George Bush řekl, že nemá důkazy o podílu Iráku na teroristickém útoku na USA v září 2001. 
20. září – sobota
 Na berlínském summitu jednali německý kancléř Gerhard Schröder, francouzský prezident Jacques Chirac a britský premiér Tony Blair o budoucnosti Iráku. 
 V referendu se 67 % lotyšských voličů vyslovilo pro vstup své země do Evropské unie. 
25. září – čtvrtek
 Zemětřesní o síle 7,8 stupňů Richterovy škály zasáhlo japonský ostrov Hokkaidó. 
26. září – pátek
 ODS a KSČM se v Poslanecké sněmovně neúspěšně pokusila vyslovit nedůvěru vládě premiéra Vladimíra Špidly. Následně vládní koalice schválila reformu veřejných financí. 
 Na rusko-americkém summitu v Camp Davidu se sešli prezidenti George W. Bush a Vladimir Putin. 
28. září – neděle
 Asi 57 milionů lidí v Itálii postihl výpadek elektřiny. 
 Papež Jan Pavel II. jmenoval 31 nových kardinálů ze 16 zemí. Mezi nimi byl i český kněz Tomáš Špidlík. 
 Ve věku 94 let zemřel v New Yorku americký režisér Elia Kazan. 
30. září – úterý
 Prezident Václav Klaus na Pražském hradě přijal polského premiéra Leszeka Millera. 
 Český velvyslanec v USA Martin Palouš předal na ambasádě ve Washingtonu D.C. Řád Tomáše Garrigua Masaryka sovětské disidentce a manželce Andreje Sacharova Jelené Bonnerové. 